# Josef Lederer
Josef Lederer (27. října 1917, Praha - 10. dubna 1985, Delft, Nizozemsko) byl český básník, literární historik a exulant.

## Životopis
Od roku 1935 studoval na Filozofické fakultě Univerzity Karlovy, rok poté přešel na pařížskou univerzitu, v roce 1939 pak odešel do Anglie, kde konečně studia uzavřel na Velšské univerzitě ve Swansea. Doktorát si pak udělal v roce 1951 na univerzitě v Londýně. Od roku 1943 pracoval jako hlasatel a redaktor českého vysílání rozhlasové stanice BBC. Po válce se do Československa již nevrátil a dožil v Británii, kde vyučoval angličtinu, anglickou literaturu a češtinu, mj. na severolondýnské polytechnice. V 50. letech rovněž spolupracoval s rozhlasovou stanicí Svobodná Evropa.
První básně publikoval ještě v Československu, od roku 1931 ve Studentském časopise, nejprve pod svým jménem, později pod pseudonymem Jiří Klan, jehož pak užíval často i v emigraci. Tam své verše publikoval zejména v exilových periodikách, jako v pařížském Svědectví nebo londýnských Rozmluvách. První básnickou sbírku publikoval až roku 1973, pod názvem Sopka islandská a jiné verše. Vydalo jí české exilové nakladatelství Index v Kolíně nad Rýnem. Druhá sbírka českých veršů, nazvaná Elegie, vyšla v Londýně roku 1986. Krom toho publikoval anglicky řadu literárněvědných studií, zejména s tématem anglického renesančního a barokní písemnictví. Byl zejména uznávaným znalcem díla anglického básníka Johna Donna.

## Vydání díla
Josef Lederer. Dílo. Editoři Barbora Chybová a Josef Hrdlička, Praha: Torst, 2022. 757 stran, ISBN 9788072157020.